# لغزنده گوش‌سرخ × لغزنده شکم‌زرد
لاک‌پشت لغزنده گوش‌سرخ × لغزنده شکم‌زرد (Trachemys scripta elegans × Trachemys scripta scripta) ترکیبی از زیرگونه‌های لغزنده گوش‌سرخ و زیرگونه‌های لغزنده شکم‌زرد است. در سمتی از سر آن جایی که یک لغزنده شکم‌زرد معمولی دارای رنگ زرد یکدست است، قرمز در میان خواهد بود. پایین پوسته زرد روشن با چندین نقطه سیاه متمایز است. در طبیعت، مینوماهی، گیاهان، مردار، حلزون‌ها و حشراتی را که در آب می‌ریزند می‌خورد. میانگین طول عمر معمولاً بیش از ۳۰ سال است. نشانه‌های زردرنگ شکم‌زرد در این گونه مشخص‌تر است اما گوش‌سرخ هم هنوز دیده می‌شود.
این گونه اغلب شبیه به لغزنده گوش‌سرخ رفتار می‌کند.